# خورشیدگرفتگی ۲۲ ژانویه ۱۸۹۸
خورشیدگرفتگی ۲۲ ژانویه ۱۸۹۸ (به انگلیسی: Solar eclipse of 22 January 1898) یک خورشیدگرفتگی از نوع خورشیدگرفتگی کلی بود. این خورشیدگرفتگی در تاریخ ۲۲ ژانویه ۱۸۹۸ روی داد که زمان اوج آن، ساعت ۷:۱۹:۱۲ به‌وقت ساعت هماهنگ جهانی بوده‌است. مدت‌زمان و طول این خورشیدگرفتگی ۰۲ دقیقه و ۲۱ ثانیه بود.

## مشاهدات
| 1.5 second exposure                                  | 9 second exposure | Annie Maunder |
| Wide view of streamers with the planet ناهید (سیاره) |                   |               |
| Sketch                                               |                   |               |